# Snus

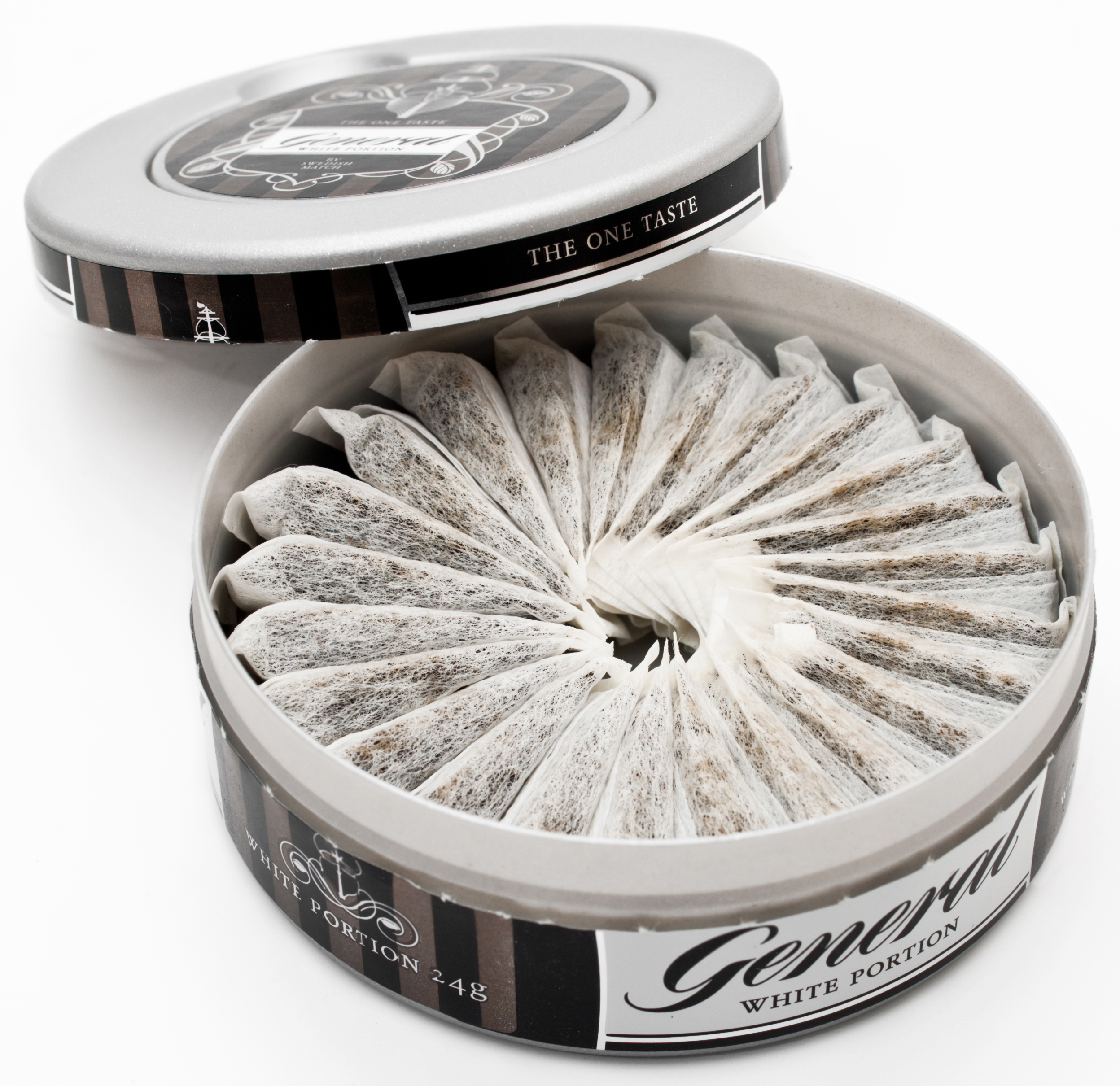
Portionierter Snus, Sorte General

Als Snus (schwedisch [snʉːs], in Österreich und der Schweiz deshalb häufig auch Snüs geschrieben) wird eine in Skandinavien traditionelle  Form von Oraltabak bezeichnet. Sie ist in der EU, mit Ausnahme von Schweden, nicht legal handelbar. Snus unterscheidet sich von tabakfreien Nikotinbeuteln, die ebenfalls oral konsumiert werden, aber keinen Tabak enthalten.

## Herstellung
Zur Herstellung von Snus werden luftgetrocknete Tabake verschiedener Herkunft verwendet. Die getrockneten Tabake werden gemahlen und anschließend mit Wasser versehen. Snus wird bereits seit dem 19. Jahrhundert wärmebehandelt und nicht fermentiert. Ursprünglich aus Geschmacks- und Kostengründen praktiziert, hat sich dieses Verfahren in neuerer Zeit auch als besonders geeignet erwiesen, um den Nitrosamingehalt des Tabaks gering zu halten. Nach der Wärmebehandlung werden dem Tabak u. a. Salze und – je nach Sorte – verschiedene Aromen hinzugefügt.

## Inhaltsstoffe
Snus besteht im Wesentlichen aus Tabak, Wasser, Salz und Aromen. Tabak enthält von Natur aus Nikotin. Das Salz im Snus dient u. a. dazu, den pH-Wert im Mund aufrechtzuerhalten, was die Resorption des Nikotins begünstigt. Snus unterliegt dem schwedischen Lebensmittelgesetz, deshalb gelten für Snus dieselben Qualitätsstandards wie z. B. für Obst oder Gemüse, die Inhaltsstoffe müssen gelistet und ein Haltbarkeitsdatum muss angegeben werden.
Dass Snus mit feinen Glassplittern angereichert sei, damit das Nikotin schneller in die Blutbahn gelange, ist eine Fehlinformation, die zustande kam, weil das im Snus enthaltene Salz nach zu langer und trockener Lagerung auskristallisiert und dann bei entsprechendem Lichteinfall reflektiert.

## Loser Snus (Pulver) und Portionierter Snus (Beutelchen)

### Loser Snus (Pulver)
Der Snus ist als loses, feuchtes Pulver (schwedisch lössnus) in Dosen à 50 oder 42 Gramm verpackt und muss vor dem Gebrauch portioniert werden. Die Dosen für losen Snus sind meist aus Kunststoff oder Wachspappe. Der Snus kann hierbei mit der Hand oder mit einem Kautabak-Portionierer auf die gewünschte Größe gebracht werden.

### Portionierter Snus (Beutelchen)
Von portioniertem Snus spricht man, wenn der Snus in kleine Beutelchen aus Zellulose konfektioniert ist. Portionierten Snus gibt es in vier verschiedenen Größen: slim, normal, long-cut, long-slim. Man unterscheidet bei portioniertem Snus auch zwischen white ‚weiß‘ und original. Bei white-Portionen ist das Beutelchen trocken (der Snus jedoch nicht) und soll somit ein Durchsaften verhindern. Bei white-dry Portionen sind sowohl Tabak als auch Beutelchen trocken, was dafür sorgt, dass der Snus länger im Mund behalten werden kann. Bei Original-Portionen ist auch das Beutelchen feucht. Den in Päckchen verpackten Snus gibt es in verschiedenen Geschmacksrichtungen wie Melone, Pfefferminze und Wintergreen. Snusdosen für portionierten Snus werden zumeist aus Kunststoff, gelegentlich aber auch aus Metall hergestellt. Viele Kunststoffdosen haben ein sogenanntes Combi-Lid bzw. Double-Lid im Deckel, in das man die gebrauchten Päckchen einlegen kann, um sie später zu entsorgen.

## Anwendung und Lagerung
Ein Portionssnus-Beutelchen wird der Dose entnommen und hinter der Oberlippe oder Unterlippe platziert, wo es dann ca. 15–30 Minuten verbleibt, bis die Wirkung vorüber ist. Der Tabak setzt Geschmack und Nikotin frei. Das Nikotin gelangt über die Mundschleimhaut in die Blutbahn und wirkt auf das Belohnungszentrum des Gehirns, was vom Anwender als angenehm empfunden wird. Bei der Anwendung einer Prise Snus wird auf die Anwendungsdauer gesehen mehr Nikotin resorbiert, als es bei einer Zigarette der Fall ist.
Um den Lössnus gut zu portionieren, gibt es verschiedene Methoden
- Man nimmt mit den Fingern ein Häufchen heraus und knetet es zu einer Art kugelförmigem Ballen, anschließend klemmt man ihn unter die Oberlippe.
- Man verwendet einen Prismaster (aus Kunststoff) oder Icetool (aus Stahl oder Aluminium). Beides sind Hilfsmittel zum Formen einer Prise Snus.

Benutzt man Snus richtig, kann man ihn nach ungefähr 15 bis 60 Minuten problemlos entfernen, indem man die Oberlippe hebt. Bei falschem Gebrauch von Lössnus rutscht ein Teil der Masse auf die Zähne und in den Mund, was sehr unangenehm ist und schlecht vertragen wird. Es kann auch sein, dass bei ungeübtem Gebrauch der Snus zu „rinnen“ beginnt, d. h. der Saft sich im Mund verteilt. Das Schlucken dieses Saftes kann zu Übelkeit führen.
Snus soll laut Hersteller bei maximal sieben bis acht Grad Celsius im Kühlschrank gelagert werden. In Schweden hält jeder Tabakladen einen Snus-Kühlschrank mit den gängigen Sorten bereit.

## Gesundheitsaspekte

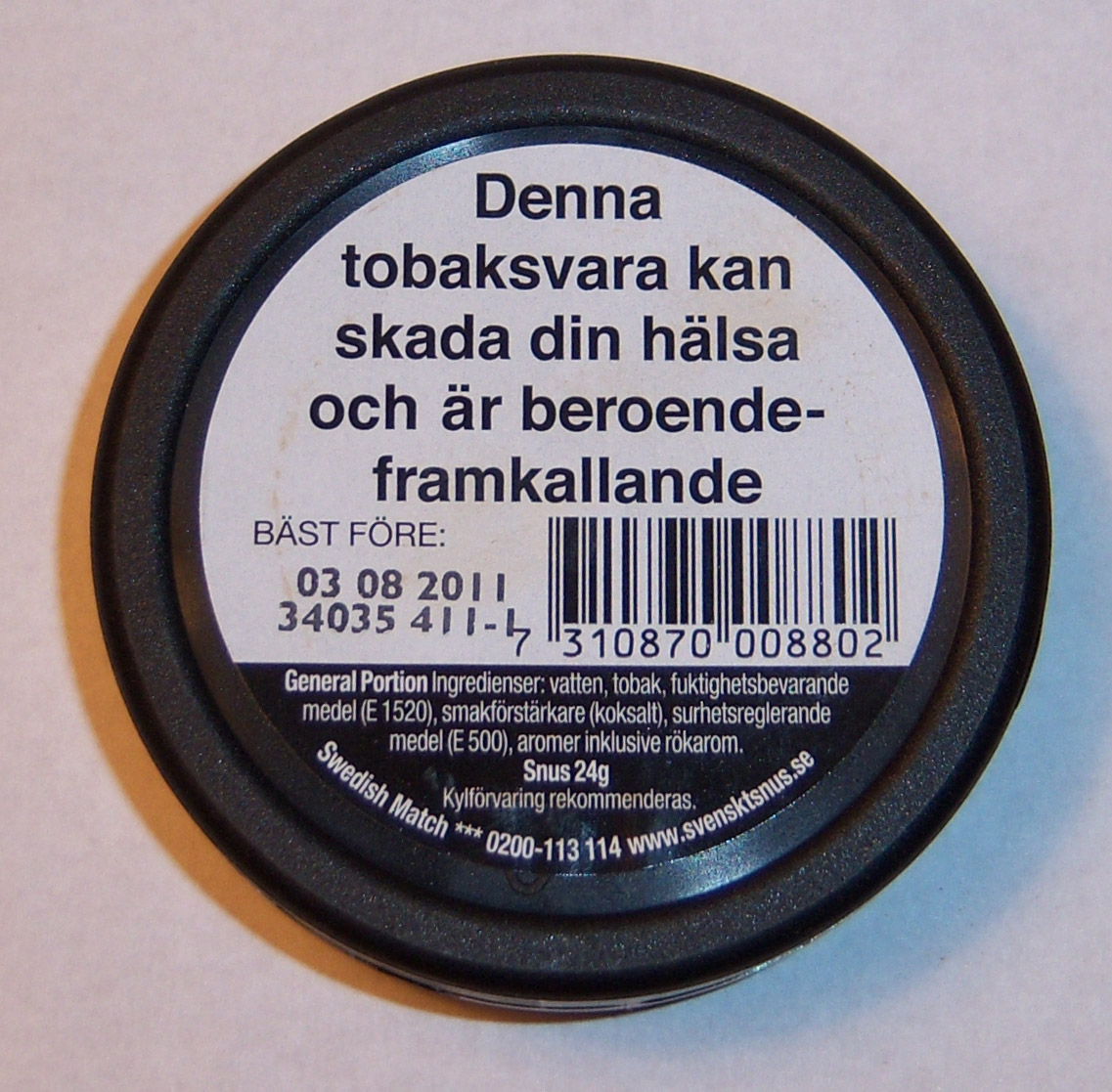
Ein schwedischer Warnhinweis auf einer Dose Snus. Er lautet: „Dieses Tabakerzeugnis kann Ihre Gesundheit schädigen und macht abhängig“.

Da man beim Konsum den Tabak nicht raucht und somit auch keine anderen Schadstoffe auftreten, die bei einer Verbrennung des Tabaks entstehen würden, wird das Snusen als gesundheitlich weniger bedenklich angesehen. Zudem wurde von den Herstellern viel Aufwand betrieben, um den ohnehin geringen Nitrosamingehalt des Snus weiter zu verringern.
Positiv bewertet wird gegenüber dem Rauchtabak:
- dass der Konsum von Snus nur einen sehr kleinen Teil der Gesundheitsrisiken des Tabakrauchens birgt. Dies betrifft sowohl alle möglichen Krebserkrankungen als auch Herz-/Kreislauferkrankungen. Verschiedene Schätzungen kommen zu dem Ergebnis, dass der rauchlose Konsum ca. 90–95 % weniger gefährlich ist als Tabakrauchen.[4][5][6][7]
- dass der Wechsel von der Zigarette zum Snus mit einer drastischen Verringerung der Gesundheitsrisiken einhergeht.[4][6]
- dass der Konsum von Snus insbesondere nicht mit Mundhöhlenkarzinom in Zusammenhang steht.[8][9][10]
- dass bei der Anwendung von Snus, anders als beispielsweise beim Zigarettenrauchen, kein Passivkonsum möglich ist.

Negativ bewertet wird:
- dass der Konsum von Snus zu einer erhöhten Wahrscheinlichkeit von Entzündungen der Mundschleimhaut, Effloreszenzen und Leukoplakien führt und sich der Zustand der Mundflora durch den Konsum verschlechtert – was Folgeerkrankungen begünstigt.[3]
- dass der erstmalige Konsum bei Nichtrauchern häufig Schwindel und Übelkeit verursacht, was an dem hohen Nikotingehalt von Snus liegt.[11]
- dass Snus zu Tabakabhängigkeit führen kann.[12][13]

### Studien
In einer Studie des Karolinska-Institutes wurden 125.576 Snus-Konsumenten untersucht, welche nie Tabak geraucht hatten. Die Wissenschaftler der medizinischen Universität stellten dabei fest, dass Snuskonsum das Risiko erhöht, an Bauchspeicheldrüsenkrebs zu erkranken. Sie regten an, den Gebrauch von schwedischem Snus in die Liste der vorläufigen Risikofaktoren für Bauchspeicheldrüsenkrebs hinzuzufügen.
Eine weitere Metaanalyse aus dem Jahr 2011 untersuchte elf Studien zum Zusammenhang zwischen verschiedenen Formen von Tabakgebrauch und Bauchspeicheldrüsenkrebs. Sie fand, im Gegensatz zur oben beschriebenen Metaanalyse von 2007, keinerlei Zusammenhang zwischen Snus-Gebrauch und Bauchspeicheldrüsenkrebs.
In einer Studie von 2003, bei der auch der von der WHO ausgezeichnete Nikotinforscher Karl Fagerström mitwirkte, stellen die Wissenschaftler fest, dass die Verfügbarkeit von Snus in Schweden vermutlich einen Einfluss auf den ungewöhnlich niedrigen Raucheranteil unter schwedischen Männern hat, da die betrachteten schwedischen Männer durch das Snus auf eine deutlich weniger schädliche Form der Nikotinabhängigkeit gewechselt haben. Der Raucheranteil in Schweden lag 2012 bei 13 % und im EU-Durchschnitt bei 28 %.
Obwohl Snus, wie Tabakrauch, zu einer Abhängigkeit führen kann, existieren diverse wissenschaftliche Studien, welche die Möglichkeit untersuchen, wie Snus bei der Rauchentwöhnung helfen kann.

## Snus im Leistungssport
Snus steht bei der Welt-Anti-Doping-Agentur auf der Liste der beobachteten Substanzen, da es im Leistungssport mental als leistungssteigernd gilt. Es beeinflusst positiv die Entscheidungsgeschwindigkeit und wurde daher mit sehr positiven Ergebnissen von italienischen Abfahrts-Skiläufern getestet, und auch die anaerobe Leistungsfähigkeit über 30 s im Wingate-Test nahm bei Sportlern ohne Nikotinerfahrung durch Snus im Doppelblindversuch hoch signifikant zu.

## Vertriebsverbote

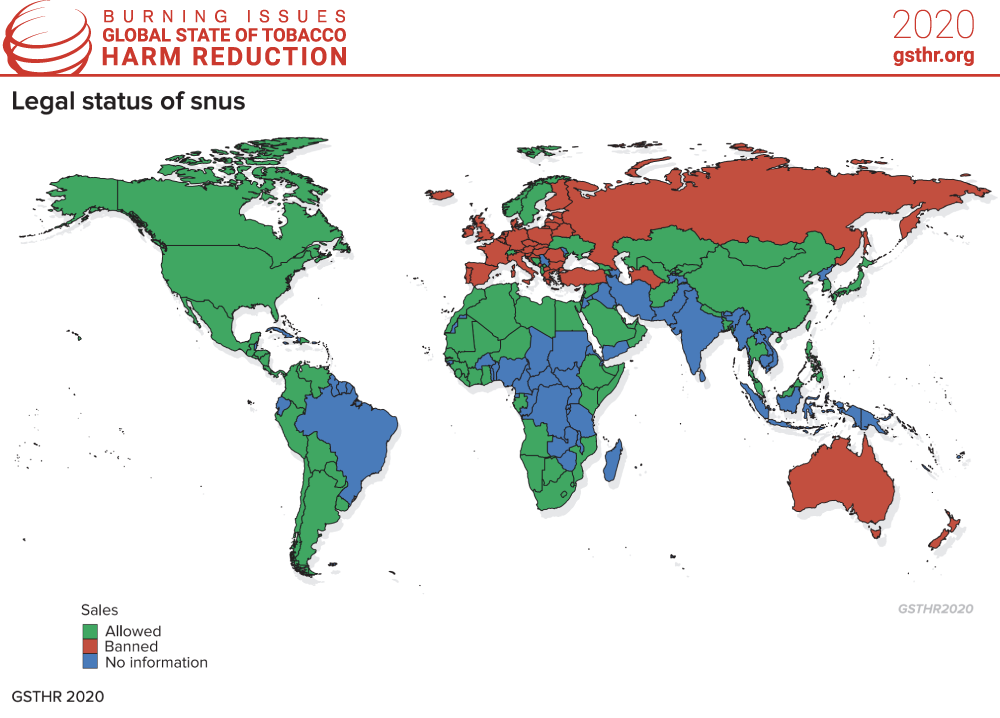
Rechtslage des Vertriebs von Snus

### EU

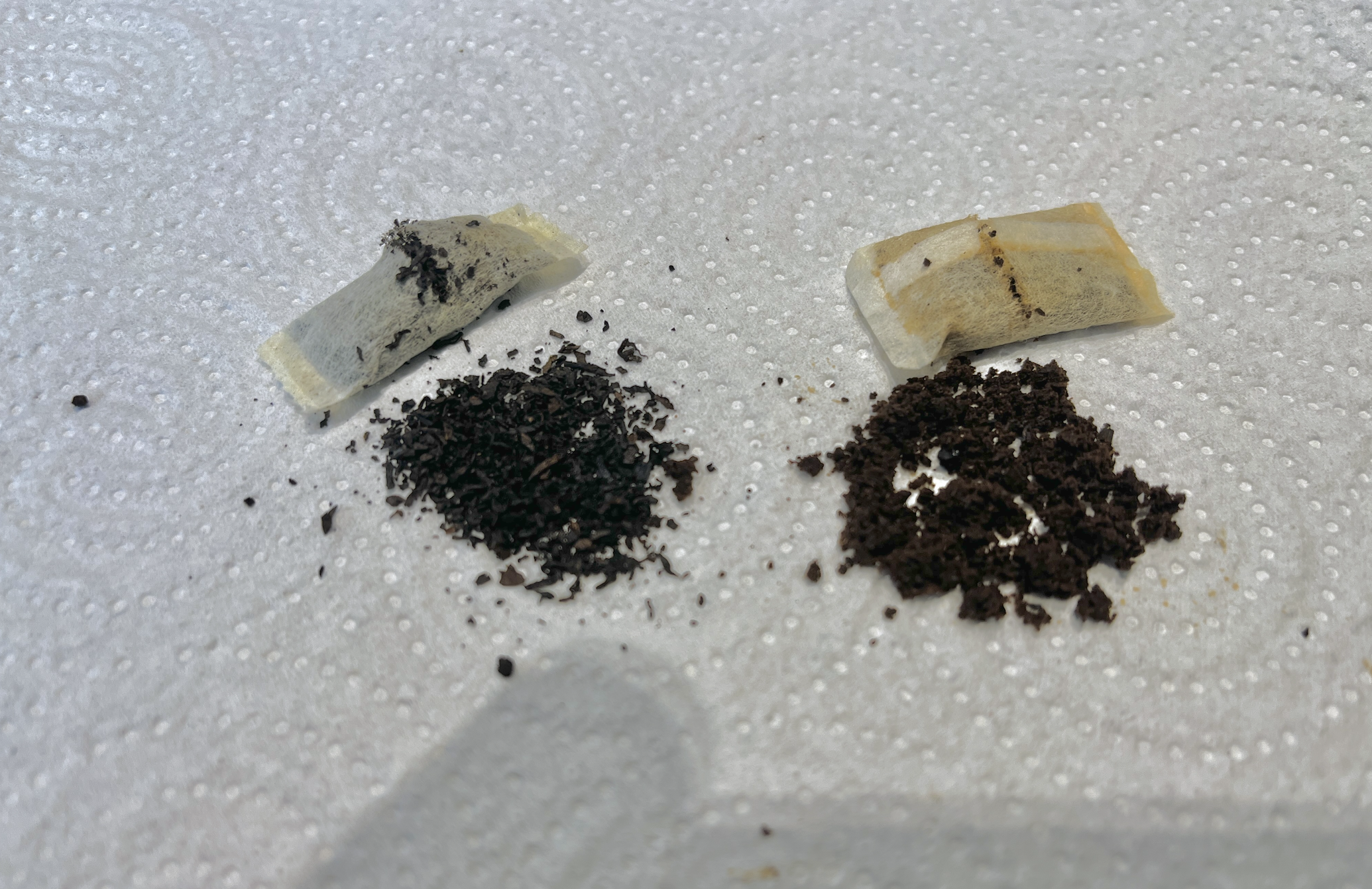
Links sieht man den Tabak in fein geschnittenen Chewing Bags, Rechts gemahlener Tabak vom originalen Snus

Aufgrund der Richtlinie 2014/40/EU zur Angleichung der Rechts- und Verwaltungsvorschriften der Mitgliedstaaten über die Herstellung, die Aufmachung und den Verkauf von Tabakerzeugnissen ist das gewerbliche Inverkehrbringen von Snus in der gesamten Europäischen Union mit Ausnahme von Schweden verboten. Für Deutschland war das Verbot in § 5a der Tabakverordnung festgeschrieben und findet sich seit 2016 gleichlautend in § 11 des neuen Tabakerzeugnisgesetzes. Der Erwerb von Snus ist ab einem Mindestalter von 18 Jahren legal. In Österreich wurde das Verbot in § 2 Tabakgesetz festgeschrieben.
Eine Klage eines Herstellers und eines deutschen Tabakwarenvertriebs vor dem Europäischen Gerichtshof auf Aufhebung des Verbotes hatte keinen Erfolg.
Im Rest der EU wird als Alternative häufig Kautabak als sogenannte Chewing Bags verkauft. Dieser unterscheidet sich insofern von dem originalen Snus als der Tabak statt körnig gemahlen, fein geschnitten (in mindestens 0,5 mm lange Stücke) wird. Die Beutelchen sind gleich, die Feuchtigkeit jedoch niedriger.

### Schweiz
In der Schweiz war Snus bis zum 27. Mai 2019 nach Art. 5 TabV nicht handel- oder einführbar. Das Schweizer Bundesgericht entschied dann allerdings, dass diese Regelung hinfällig ist, da das Verbot „willkürlich und verfassungswidrig“ sei.

## Sorten und Marken
Die älteste schwedische Snussorte Ettan wird seit 1822 von der Firma Ljunglöf, inzwischen „Swedish Match“, hergestellt. Der führende Hersteller ist „Swedish Match“, gefolgt von Gallaher.

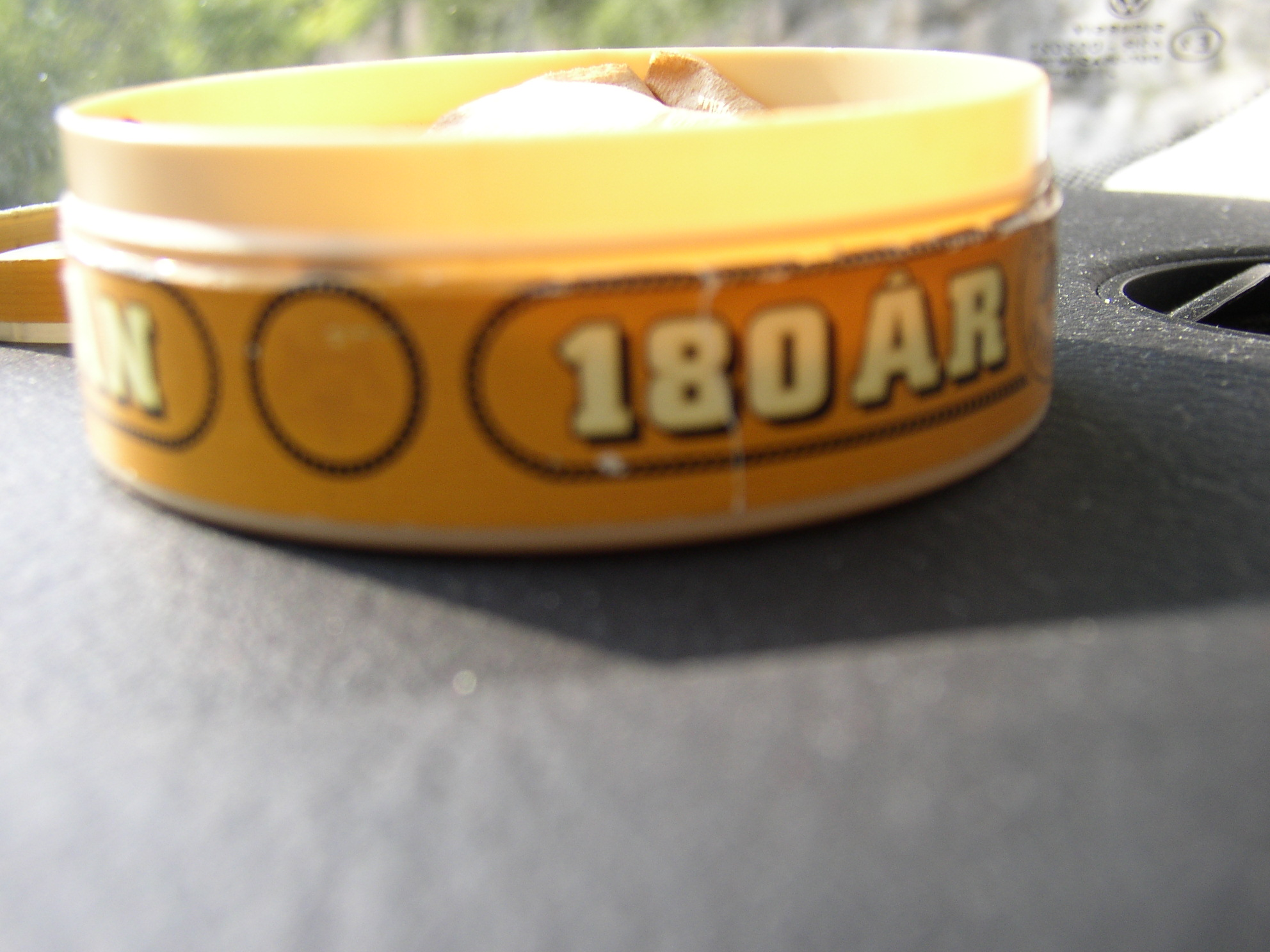
Sorte Ettan mit Hinweis auf das 180-jährige Jubiläum

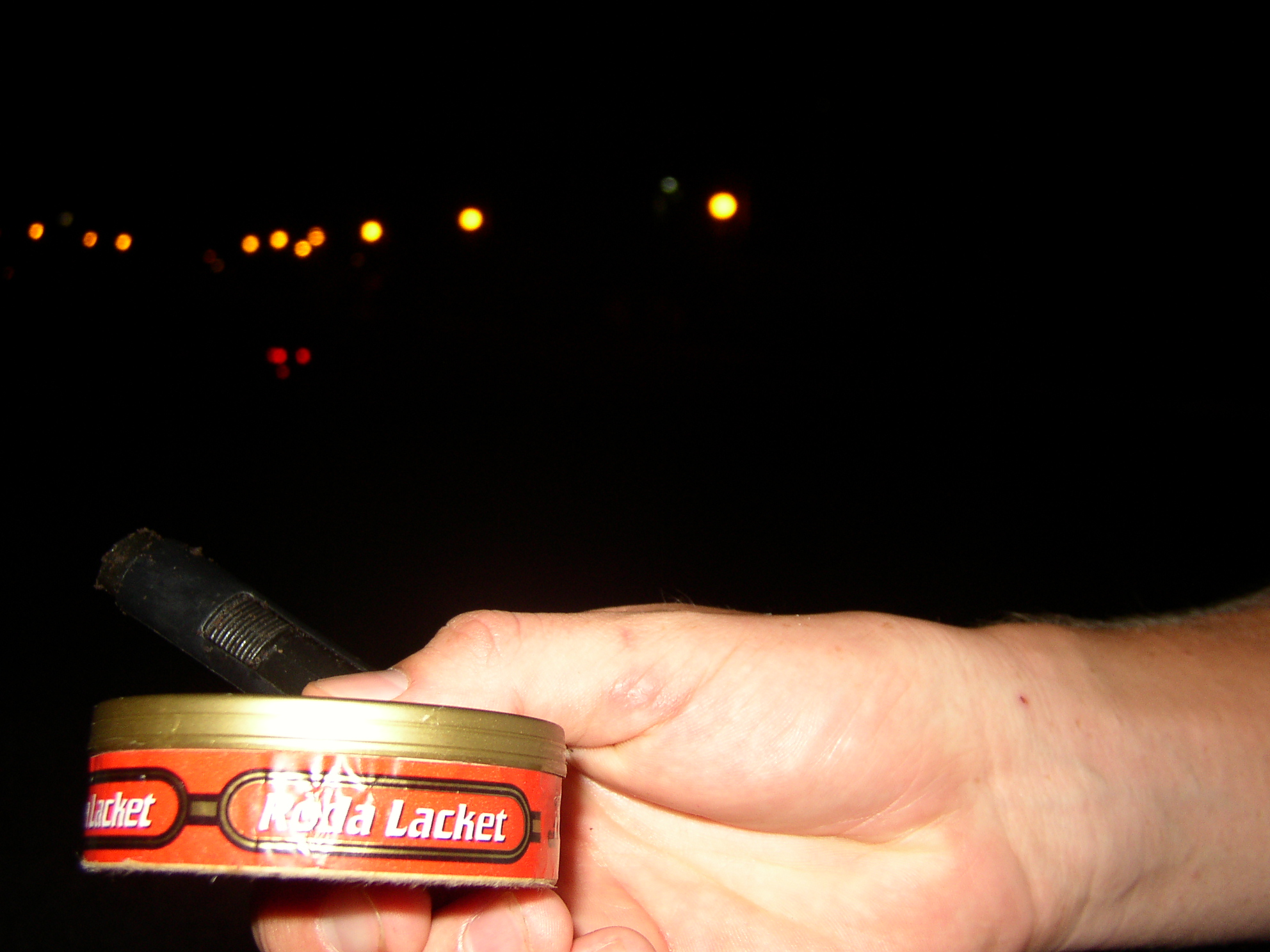
Röda Lacket

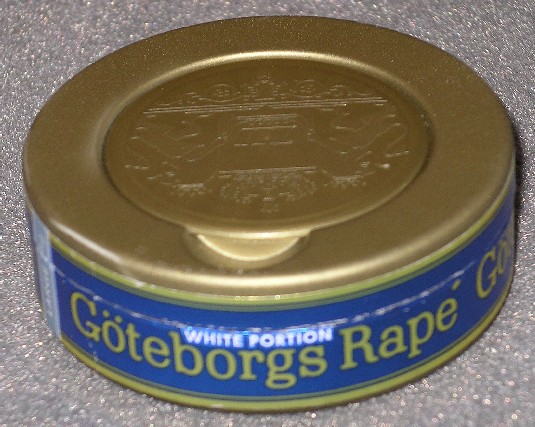
Göteborgs Rapé White Portion von Swedish Match